# Babcie z Plaza de Mayo

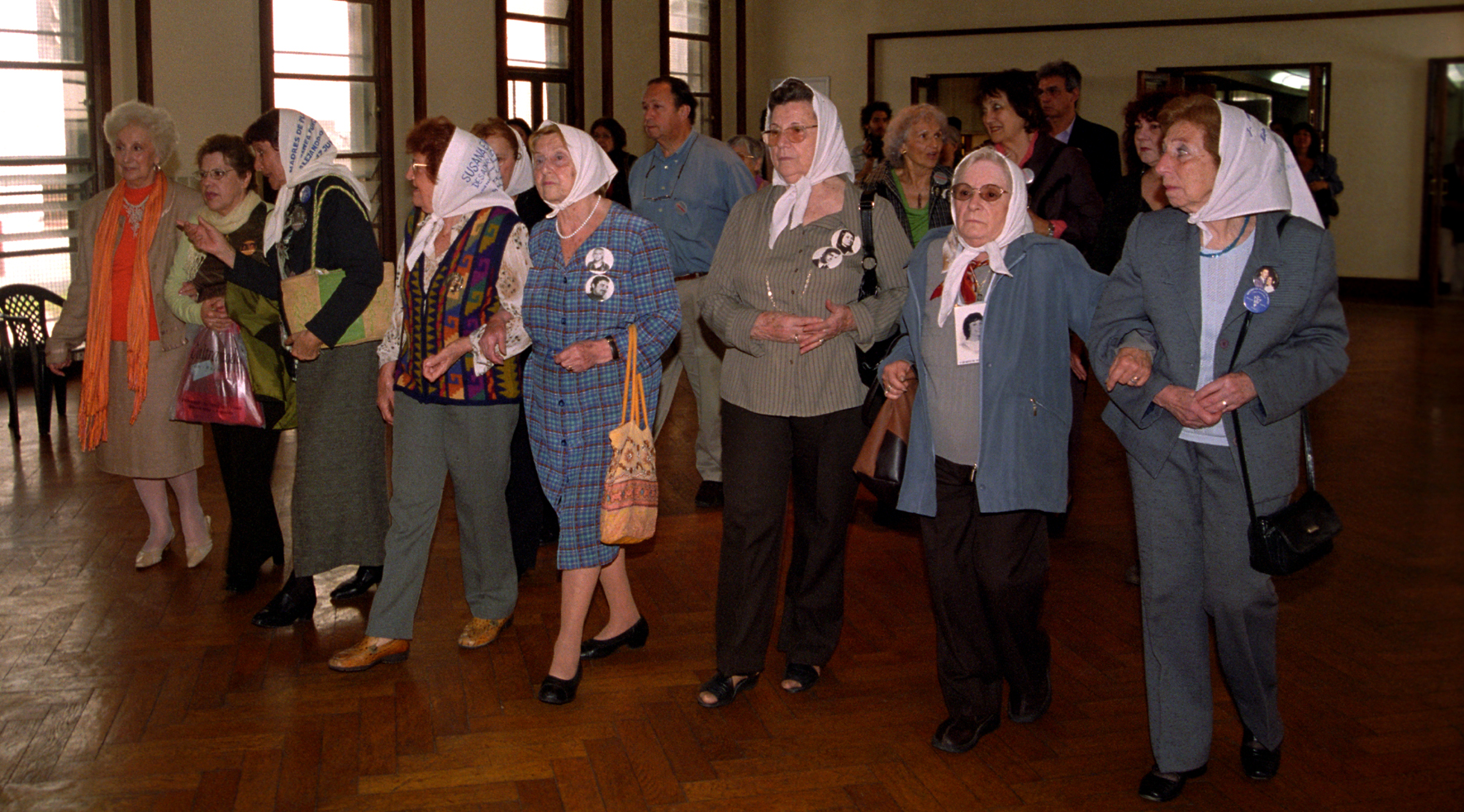
Matki i babcie z Plaza de Mayo

Babcie z Plaza de Mayo, Babcie z placu Majowego (hiszp. Asociación Civil Abuelas de Plaza de Mayo) – organizacja argentyńskich kobiet, których celem jest poszukiwanie, identyfikacja i odnalezienie wnuczek i wnuków, którzy „zaginęli” podczas tzw. brudnej wojny (1976-1983). Liderką organizacji jest Estela Barnes de Carlotto.

## Historia
Stowarzyszenie powstało w październiku 1977 roku. Szybko przyciągnęło dziesiątki kobiet, które zaangażowały się w jego działalność. Działalność ruchu wzmogła się po upadku Junty w Argentynie. Liczbę dzieci, które urodziły się w więzieniach, a po zafałszowaniu pochodzenia były nielegalnie adoptowane szacuje się na około 500. Pierwszym odnalezionym dzieckiem była Paula Logares, którą zidentyfikowano w 1984 roku.
14 września 2011 roku stowarzyszenie Babć z Plaza de Mayo otrzymało pokojową nagrodę UNESCO im. Félixa Houphouët-Boigny za działalność w obronie praw człowieka.